# Suspensión concentrada
Una suspensión concentrada es una suspensión de un sólido en un medio líquido en una elevada concentración. Es un tipo de formulación que se puede encontrar en pinturas, colorantes, revestimientos de papel, tintas de impresión, pesticidas, fertilizantes, fármacos, cosméticos, productos alimentarios, detergentes, cerámicas...

## Preparación de suspensiones concentradas
Se parte de un sólido finamente dividido (un polvo con una distribución de tamaño de partículas en torno a 1 nm-1 μm) de naturaleza hidrofóbica (sílice, carbonato de calcio, óxido de zinc, óxido de titanio(IV), arcillas, etc.). Dicho sólido se dispersa en una medio líquido que no tiene porque ser acuoso, ya que también se pueden dispersar en Tall Oil (barnices, pinturas, tintas...), aceites vegetales, etc.
Una vez disperso el sólido, se debe mantener éste en suspensión, y para ello se utilizan una serie de aditivos: dispersantes, espesantes, anticongelantes, humectantes...

## Estabilización de suspensiones

### Uso de tensoactivos no iónicos
Para poder estabilizar altas concentraciones de sólidos, se necesita de tensoactivos no iónicos, sustancias poliméricas que se adsorben a las partículas y actúan de anclas, evitando que la carga electrostática aglomere las partículas y éstas acaben decantando/sedimentando. Al tratarse de sólidos hidrofóbicos, estos tensoactivos permiten que se estabilicen en el disolvente acuoso, generando un impedimento estérico que evita el fenómeno físico anteriormente comentado. Se utilizan polímeros de polimetilmetacrilato, polivinil alcohol, alcoholes etoxilados, etc.

### Uso de electrolitos
El uso de una sal como electrolito, en baja concentración (un exceso de electrito genera el efecto contrario), previene la aglomeración de las partículas sólidas según la teoría DLVO (debido a la fuerza iónica). La adición de una pequeña cantidad de electrolito (como el NaCl), evita la floculación de la suspensión.

### Molienda de la suspensión
Cuanta mayor uniformidad haya en la distribución del tamaño de partícula, mayor estabilidad tendrá. Además, cuanto más pequeña sea, más estable. Las partículas más grandes decantan mucho más rápido, por lo que muchas veces es necesario moler la suspensión para eliminar las partículas más grandes y aumentar la estabilidad.

### Uso de espesantes
Cuanto más fluida es la suspensión, más rápido acabará sedimentando el sólido y separando una fase acuosa en superficie sin sólido en suspensión. Para evitar esto, siempre se utiliza uno o más espesantes (goma xantana, arcillas, goma guar, etc).